# Sapientia Alapítvány – Kutatási Programok Intézete
Sapientia Alapítvány – Kutatási Programok Intézete (KPI) az erdélyi magyar magánegyetemi hálózat keretében folyó kutatások támogatására 2000-ben létrehozott és azóta működő intézet, székhelye Kolozsvár.

## Története
Anyagilag támogatja a Sapientia Erdélyi Magyar Tudományegyetem (EMTE) és a nagyváradi Partiumi Keresztény Egyetem (PKE) keretében folyó oktatást, pályázatain és programjain át az oktatói és kutatói munkát, valamint a külső szakemberekkel és intézményekkel együttműködésben megvalósításra kerülő kutatási terveket. Egy tudományos tanács irányítja, amelynek tagjait három évre választják, a tudományterületek képviseleti elve alapján. Az Intézet vezetője 2004-ig Tánczos Vilmos, 2004 és 2007 között Brassai Zoltán volt, 2008 és 2018 között Kása Zoltán, 2018-tól Balog Adalbert.
Munkája hat program keretében folyik: megvan a maga saját belső kutatási programja, kialakít együttműködési kutatási programokat külső tudományos testületekkel, pályázatokat ír ki külső kutatási programok megvalósítására, van egy doktori ösztöndíjprogramja, külön program keretében támogatja vendégtanárok meghívását, s szakkollégiumi programja keretében keretet teremt az állami felsőoktatási intézményekben tanuló fiatalok számára szakmai továbbképzésre. Ezek mellett 2001-ben létrehozta saját kiadóját, a Scientia Kiadót, amely az intézet által támogatott programok keretében elkészülő munkákat jelenteti meg: a Sapientia EMTE és a PKE egyetemi jegyzeteit, tankönyveket és műhely jellegű kiadványokat.
A Scientia Kiadó kiadványainak legnagyobb része a Sapientia Könyvek sorozatban jelenik meg, ennek hat szakiránya van: bölcsészettudomány, társadalomtudomány, jog- és közgazdaságtudomány, műszaki tudományok és orvostudomány. 2002–2007 között ezekben a sorozatokban összesen 48 kötet jelent meg (a Bölcsészettudományi Sorozatban 18 kötet, a Társadalomtudományi Sorozatban 14 kötet, a Természettudományi Sorozatban 10 kötet, az Orvostudományi Sorozatban 3 kötet, a Jogi és Közgazdasági, valamint a Műszaki Sorozatban 1–1 kötet). Ezek mellett a magánegyetemi hálózatban szervezett konferenciák anyagát a Műhely sorozat közvetíti (eddig összesen 3 kötettel), a Sapientia Jegyzetek és Sapientia Tankönyvek sorozataiban megjelentetett egyetemi jegyzetek száma 44, a tankönyveké 11.
A Scientia Kiadó gondozásában készült el, Tánczos Vilmos és Tőkés Gyöngyvér szerkesztésében a romániai magyar tudományosság 1990-es években elért eredményeit számba vevő és távlatait elemző kiadvány: Tizenkét év. Összefoglaló tanulmányok az erdélyi magyar tudományos kutatások 1990–2001 közötti eredményeiről. I–III. Kolozsvár, 2002. A kiadó a Román Akadémia Kolozsvári Fiókjával közös kiadásban jelentette meg a kolozsvári Akadémiai Könyvtár régi magyar könyvtárgyűjteményeinek katalógusát (összeáll. Kovács Mária, Kuszálik Eszter, Sántha Emese, Sipos Gábor és Szőke Imola, Kolozsvár, 2004), amely alapvető forrásmunka mindazok számára, akik az egykori Lyceum Könyvtár, a Református és az Unitárius Kollégium Könyvtára állományában kutatni kívánnak.
A Bölcsészettudományi Sorozat egyéni szerzői többek között: Balázs Lajos, Jancsó Miklós; gyűjteményes köteteinek szerkesztői: Balázs Imre József, Berszán István, Egyed Emese, Gábor Csilla, Keszeg Vilmos, Pethő Ágnes, Selyem Zsuzsa; a Társadalomtudományi Sorozatban megjelent köteteké: Albert-Lőrincz Enikő, Bajusz István, Egyed Péter, Horváth István, Kovács Zsolt, Róth-Szamosközi Mária, Salat Levente, Sipos Gábor, Sorbán Angéla, Tonk Márton, Veress Károly; a Természettudományi Sorozat szerzői: Bege Antal, Kiss István, Kolumbán József, Nagy László, Szenkovits Ferenc, Újvárosi Lujza; az Orvostudományi Sorozat köteteinek szerzői-szerkesztői: Bocskay István, Brassai Zoltán, Makó Katalin, a Műszaki Tudományok Sorozatában megjelent kötet szerkesztője Köllő Gábor.
Az egyetemi tankönyvek és jegyzetek szerzői többek között: Ágoston Katalin, Albert-Lőrincz Enikő, Albert Margit, Angi István, Balázs Lajos, Bege Antal, Bíró Béla, Csapó János, Dósa Zoltán, Finta Béla, Fodorpataki László, Györfi Jenő, Horváth Gizella, Kakucs András, Kátai Zoltán, Márkos Zoltán, Márton László, Nagy Imola Katalin, Oláh-Gál Róbert, Puskás Attila, Roth Endre, Szász Róbert, Szilágyi József, Tonk Márton, Varga Attila, Varga Ibolya, Vofkori László, Weszely Tibor.
2004-től megjelenő kiadványa, a KPI 2004, 2005… stb. a Sapientia Alapítvány éves tevékenységét ismerteti, tartalmazza a különböző kutatási programok keretében készülő munkákról, továbbá a támogatott előadói és képzési formákban részt vevőkről szükséges információkat, az aktuális év kiadványait.